# Jean-Guy Trudel
Jean-Guy Trudel (* 18. Oktober 1975 in Sudbury, Ontario) ist ein ehemaliger kanadischer Eishockeyspieler sowie derzeitiger -trainer und -funktionär, der im Verlauf seiner aktiven Karriere zwischen 1991 und 2010 unter anderem 411 Spiele in der American Hockey League (AHL) auf der Position des Centers bestritten hat. Darüber hinaus absolvierte Trudel weitere 273 Partien für den HC Ambrì-Piotta und die ZSC Lions in der Schweizer National League A (NLA). Ebenso war er in fünf Begegnungen für die Phoenix Coyotes und Minnesota Wild in der National Hockey League (NHL) aktiv.

## Karriere

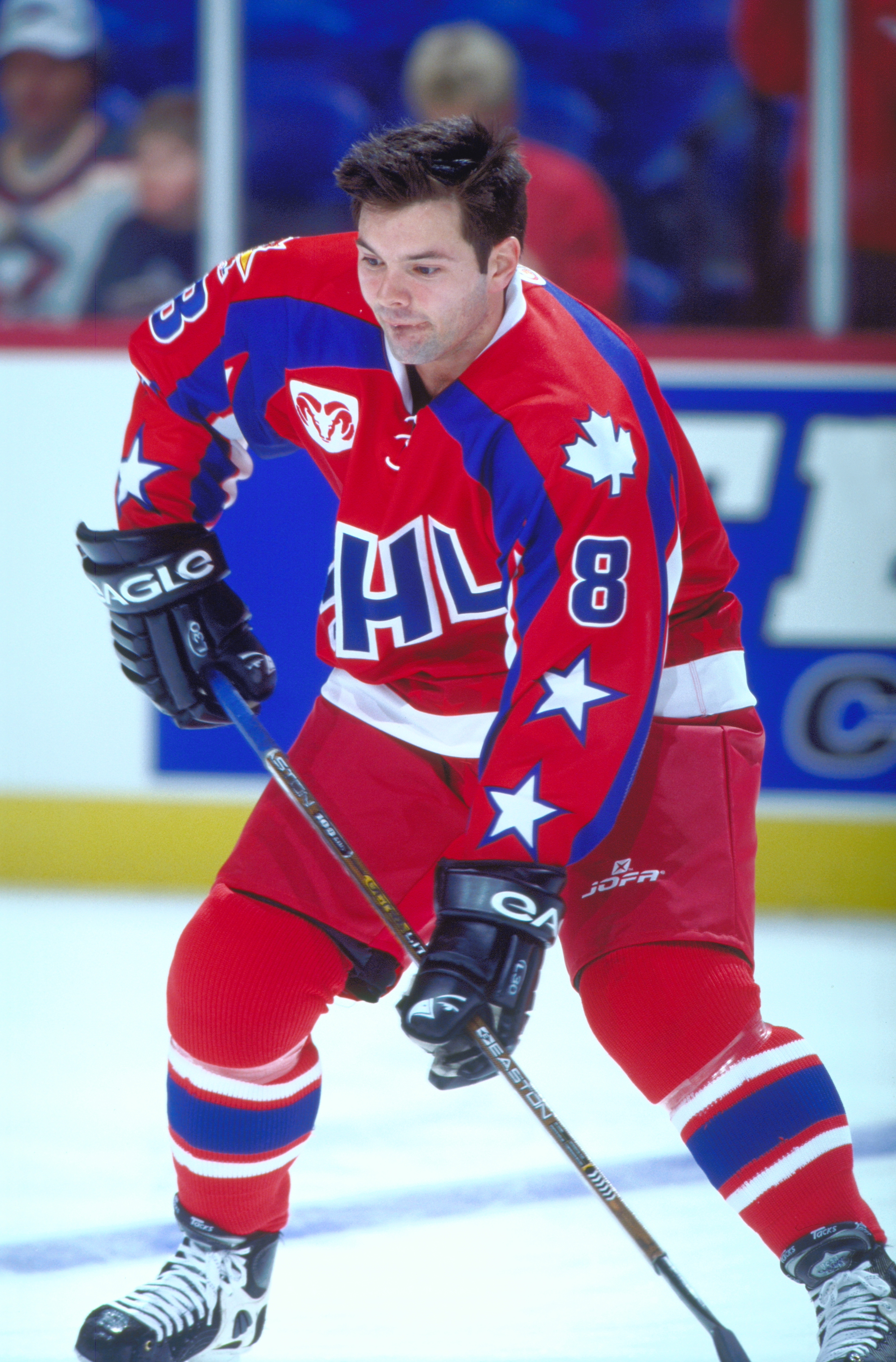
Trudel beim AHL All-Star Classic 2001

Trudel begann seine Karriere in der Ligue de hockey junior majeur du Québec bei den Harfangs de Beauport und wechselte später für ein Jahr zum Collège Français de Verdun und für zwei Spielzeiten zu den Olympiques de Hull. Nachdem er in seinem letzten Juniorenjahr 50 Tore und 71 Assists erzielt hatte, gab er in der Saison 1996/97 sein Profidebüt bei den Quad City Mallards aus der damaligen Colonial Hockey League (CoHL). Allerdings blieb er nicht lange dort, sondern wechselte für jeweils ein paar Spiele zu den Peoria Rivermen aus der East Coast Hockey League (ECHL), den San Antonio Dragons und Chicago Wolves, jeweils aus der International Hockey League (IHL). Die folgende Saison spielte er ausschließlich für Peoria in der ECHL, wechselte doch ein Jahr später zu den Kansas City Blades in die IHL.
Im Sommer 1999 unterschrieb der Kanadier als Free Agent einen Vertrag bei den Phoenix Coyotes und gab im Verlauf der Saison auch sein Debüt in der National Hockey League (NHL), spielte aber fast ausschließlich für das Farmteam der Coyotes, die Springfield Falcons, in der American Hockey League (AHL). In den folgenden drei Jahren führte er die Scorerliste der Falcons an und wurde zweimal ins AHL Second All-Star Team und einmal ins AHL First All-Star Team berufen. Nach drei Jahren in der Organisation der Coyotes unterschrieb Trudel als Free Agent bei den Minnesota Wild. Auch hier absolvierte er nur ein NHL-Spiel und wurde stattdessen im Farmteam der Wild, den Houston Aeros, eingesetzt, bei denen er die Punkteliste anführte. Die Houston Aeros gewannen in dieser Saison den Calder Cup – großen Anteil daran hatte das Duo Hnat Domenichelli (63 Scorerpunkte) und Trudel (85 Scorerpunkte).
Nach dem Gewinn der AHL-Trophäe verließ er zusammen mit Domenichelli die Organisation der Wild und unterschrieb einen Vertrag beim HC Ambrì-Piotta, bei dem er in den folgenden vier Spielzeiten unter Vertrag stand. Vor der Saison 2007/08 entschloss er sich, erneut einen Versuch in der NHL zu wagen und unterschrieb einen Vertrag bei den St. Louis Blues. Allerdings kam er nur im Farmteam der Blues in der AHL, den Peoria Rivermen, zum Einsatz, so dass er im Sommer 2008 in die Schweiz zum amtierenden Schweizer Meister ZSC Lions zurückkehrte und dort einen Vertrag über zwei Jahre unterschrieb. Mit den Zürchern gewann er im Januar 2009 die Champions Hockey League, wobei er einen Treffer zum finalen Sieg beisteuerte.
Bereits während seines Engagements in der Schweiz hatte Trudel eine Laufbahn als Eishockeytrainer in den Vereinigten Staaten begonnen und war im Verlauf der Saison 2008/09 zunächst in der Funktion des Assistenztrainers bei den Peoria Mustangs aus einer unterklassigen Juniorenliga tätig. Nachdem Trudel sein Engagement bei den ZSC Lions beendet hatte, übernahm er zur Spielzeit 2010/11 den Cheftrainerposten bei den Peoria Mustangs, die inzwischen in der North American 3 Hockey League aktiv waren, und eine Saison später auch die Aufgaben des General Managers. Seit 2013 betreut Trudel die Peoria Rivermen in der Southern Professional Hockey League (SPHL). Zudem fungiert er seit 2021 zusätzlich als General Manager.

## Erfolge und Auszeichnungen
| - 1994 NOJHL First All-Star Team - 1995 Coupe-du-Président-Gewinn mit den Olympiques de Hull - 1996 LHJMQ Second All-Star Team - 1997 ECHL-Spieler des Monats Oktober - 1998 Teilnahme am ECHL All-Star Game - 1998 ECHL First All-Star Team - 2000 AHL Second All-Star Team - 2001 Teilnahme am AHL All-Star Classic - 2001 AHL First All-Star Team | - 2002 Teilnahme am AHL All-Star Classic - 2002 AHL Second All-Star Team - 2003 Teilnahme am AHL All-Star Classic - 2003 Calder-Cup-Gewinn mit den Houston Aeros - 2003 AHL First All-Star Team - 2003 Spengler-Cup-Gewinn mit dem Team Canada - 2009 Champions-Hockey-League-Gewinn mit den ZSC Lions - 2009 Topscorer der Champions Hockey League (gemeinsam mit Adrian Wichser) - 2009 Victoria-Cup-Gewinn mit den ZSC Lions |

## Karrierestatistik
(Legende zur Spielerstatistik: Sp oder GP = absolvierte Spiele; T oder G = erzielte Tore; V oder A = erzielte Assists; Pkt oder Pts = erzielte Scorerpunkte; SM oder PIM = erhaltene Strafminuten; +/− = Plus/Minus-Bilanz; PP = erzielte Überzahltore; SH = erzielte Unterzahltore; GW = erzielte Siegtore; 1 Play-downs/Relegation; Kursiv: Statistik nicht vollständig)